# دنیس راس
دنیس راس (به انگلیسی: Dennis Ross) دیپلمات و نویسندهٔ آمریکایی است. او در سانفرانسیسکو از مادر یهودی متولد شده و با مادر و ناپدری مسیحی کاتولیک رشد کرد. دنیس راس فارغ‌التحصیل رشته علوم سیاسی است. او پس از جنگ شش‌روزه علناً اعلام کرد که به دین یهود درآمده و در سال ۲۰۰۲ میلادی، کنیسه کل شالوم (به انگلیسی:Kol Shalom) را در راک‌ویل در ایالت مریلند بنیانگذاری کرد. او به همراه مارتین ایندک، کمیته روابط عمومی آمریکا و اسرائیل را بنیان نهاد و از بنیانگذاران انستیتو پژوهش‌های سیاسی خاورمیانه است. وی در اولین مقاله خود در انستیتو سیاست خاورمیانه واشینگتن، خواستار انتخاب یک نماینده ویژه در امور خاورمیانه شد که احساسات عربی نداشته باشد و از روابط آمریکا با اسرائیل احساس گناه نکند.
از وی به عنوان سیاست‌مداری معتدل و عمل‌گرا یاد می‌شود.
او دربارهٔ ایران گفته است: «تاریخ نشان داده، ایران در مقاطعی در قبال فشار سیاسی بین‌المللی جواب دلخواه را داده است. برای مثال در سال ۲۰۰۳، پس از نابودی ارتش عراق توسط نیروهای آمریکایی، دولت وقت از طریق سفیر سوئیس در ایران پیامی به واشینگتن ارسال کرد تا با این کار نگرانی‌های آمریکا را دربارهٔ برنامه‌های تسلیحاتی تهران و حمایت ایران از حزب‌الله و حماس تا حدی تخفیف دهد.»
او همچنین در کتاب «محکوم به موفقیت» که در اکتبر ۲۰۱۵ در ۴۹۶ صفحه از سوی انتشارات فراس، استراوس و ژیرو  منتشر شده است که در آن وضعیت رابطه ایالات متحده آمریکا با اسرائیل را از دولت ترومن تا دولت اوباما بررسی کرده است.

## زندگی سیاسی
او دارای سمت‌های گوناگونی به شرح زیر بوده است:
- معاون پال ولفوویتز در پنتاگون در دوران جیمی کارتر
- مدیر اداره شرق‌نزدیک و آسیای‌جنوبی شورای امنیت ملی آمریکا در دوران رونالد ریگان
- مسئول برنامه‌ریزی سیاستها وزارت امور خارجه آمریکا در دوران جورج بوش (پدر)
- نماینده آمریکا در خاورمیانه در ارتباط روابط اسرائیل با همسایگانش در دوران بیل کلینتون و یکی از چهره‌های کلیدی قرارداد صلح اردن با اسرائیل
- او از طرفداران اصلی جنگ عراق در دوران جورج دبلیو بوش بود و در این مورد چندین مقاله نوشت و در بخش دیپلماسی عمومی در دانشگاه‌ها و فعالیتهای دیگر اجتماعی مانند نوشتن کتاب و مقالات و تحلیل اخبار در رسانه‌ها فعال بود. هر چند از سال ۲۰۰۷ میلادی انتقاداتی را به مدیریت بوش داشت اما همچنان از طرفداران جنگ بود و از کارشناسان شبکه تندروی فاکس نیوز محسوب می‌گردید. یکی از انتقادات وی به سیاست دولت بوش برای شانه خالی کردن از مذاکرات مستقیم با ایران بود.
- مشاور ویژه هیلاری کلینتون در وزارت امور خارجه در امور خلیج فارس و کشورهای جنوب غربی آسیا، همچنین وی در حوادث پس از انتخابات ایران در سال ۲۰۰۹ میلادی نقش فعالی داشته است.
- دستیار ویژه اوباما و مدیر ارشد منطقه مرکزی (شامل خاورمیانه، خلیج فارس، افغانستان، پاکستان و جنوب آسیا) در شورای امنیت ملی
- او از سوی اوباما به عنوان هماهنگ‌کننده امور مناسبات آمریکا و ایران منصوب شده است.[۶]
- برای حدود دوازده سال راس نقش اساسی در شکل‌گیری دخالت‌های دولت‌های آمریکا در امور مرتبط با صلح خاورمیانه داشت و او مسئول اصلی مذاکرات بود.
- او در دولت‌های بوش پدر و پسر و کلینتون مسئول یافتن رهیافت‌هایی برای مسایل مرتبط با درگیری‌های اسرائیل و فلسطینیان بود.